# Біллі Мілліґан
Вільям Стенлі Мілліґан (англ. William Stanley Milligan; 14 лютого 1955, Маямі-Біч — 12 грудня 2014, Колумбус) — одна з найвідоміших осіб з діагнозом «множинна особистість» в історії психіатрії. Наприкінці 1970-х років проходив у досить відомій судовій справі в штаті Огайо, США, за звинуваченням в декількох пограбуваннях та трьох зґвалтуваннях, але після об'єктивного доведення факту його психічного розладу, відомого як розлад множинної особистості, був спрямований на психіатричне дослідження.
Історію Біллі Мілліґана розказано в документальних романах Деніела Кіза «Таємнича історія Біллі Мілліґана» та «Війни Мілліґана». Мілліґан привернув до себе широку увагу американської спільноти наприкінці XX століття, оскільки став першим, кого виправдали за здійснені злочини за причиною діагнозу «розлад множинної особистості». Мілліґан володів 24 різними альтер-особистостями — від 3-річної дівчинки Крістін з Англії до 23-річного югославського комуніста Рейджена.

## Ранні роки
Матір Мілліґана, Дороті, росла в сільській місцевості Огайо й жила в Серквіллі з чоловіком, Діком Джонасом. Вони розлучились й Дороті переїхала до Маямі, штат Флорида, де працювала співачкою. Там вона почала жити з Джонні Моррісоном, коміком, який все ще був одружений.
В Дороті та Джонні народився син Джимбо в жовтні 1953 року. 14 лютого 1955 року в Маямі-Біч у них народився другий син Вільям Стенлі, пізніше відомий як Біллі Мілліґан. В Дороті та Джонні була й третя спільна дитина — Кеті Джо, яка народилась у грудні 1956 року.
На цей час Джонні було 36 років. Згідно з біографом Деніелом Кізом, «… медичні витрати доводили Джонні до відчаю. Він позичав багато грошей, багато пив. Його було шпиталізовано з причини алкоголізму та депресії 1958 року». Мала місце невдала спроба суїциду — відповідно до Кіза, «Дороті знайшла його впавшого, а на столі була пляшка віскі та пуста пляшка снодійного на підлозі». За кілька місяців після цієї спроби, 17 січня 1959 року, Джонні здійснив самогубство — отруївся чадним газом.
Дороті взяла дітей та переїхала з Маямі, повернувшись назад до Серквілля, Огайо, де вона знову вийшла заміж за свого колишнього чоловіка Діка Джонасона. Цей шлюб протривав близько року. 1962 року вона зустріла Чалмера Мілліґана (1927–1988). Перша дружина Чалмера Берніс розлучилась з ним через «брутальне нехтування». У нього була донька Чалла того ж віку, що й Біллі, та друга донька, яка була медсестрою. Дороті та Чалмер побралися в Серквіллі, Огайо, 27 жовтня 1963 року.
Пізніше Чалмера було звинувачено в тому, що він ґвалтував Біллі. Деніел Кіз стверджував, що в Біллі від раннього віку були різносторонньо розвинуті особистості, але перші три (безіменний хлопчик, Крістін та Шон) з'явились приблизно тоді, коли йому було п'ять років.

## Арешт
1975 року за зґвалтування та збройне пограбування Мілліґана було ув'язнено — Ліванський виправний заклад штату Огайо. На початку 1977 року його було звільнено умовно-достроково. Але вже в жовтні 1977 року Мілліґана знову було заарештовано. Цього разу — за зґвалтування трьох жінок в університетському містечку Університету штату Огайо. Мілліґана було упізнано однією з жертв за світлиною в поліцейській картотеці, а на автомобілі іншої жертви було знайдено його відбитки пальців.
Оскільки Мілліґан використовував зброю, декілька одиниць якої було знайдено при обшукові його будинку, він також порушив умови умовно-дострокового звільнення. У результаті його було засуджено за «…трьома пунктами обвинувачення у викраденні, трьома пунктами пограбування та чотирма пунктами обвинувачення в насиллі».
Протягом підготування його захисту лікарем Віллісом К. Дрісколлом було проведено психологічну експертизу, у результаті якої стан Мілліґана було оцінено як гостру шизофренію. Після чого його було досліджено Дороті Тернер — психологом Південно-Західного суспільного центру психічного здоров'я в Колумбусі, Огайо. Протягом даної експертизи Тернер дійшла висновку, що Мілліґан страждає на розлад множинної особистості. Державні захисники Мілліґана, Ґарі Швейкарт та Джуді Стівенсон, добилися визнання підзахисного неосудним, після чого його було передано до психіатричної лікарні «до того часу, поки до нього не повернеться психічне здоров'я».

## Позбавлення свободи
Мілліґана відіслали до однієї з державних психіатричних лікарень — Афінський центр психічного здоров'я, — де, згідно з його звітом, він отримав доволі незначну допомогу. У той час, як він перебував у цій лікарні, Мілліґан повідомив про наявність у нього десяти різних особистостей. Ці десять були небагатьма, відомими психологам. Пізніше психіатром Девідом Кола було виявлено ще 14 особистостей, які маркувались як «небажані». Серед перших десятьох був Артур, манірний та бундючний англієць; Аллен, шахрай та маніпулятор; Рейджен Вадасковініч, югославський комуніст, який вимагав від Мілліґана здійснювати пограбування на кшталт Робіна Гуда; Адалана, 19-річна лесбійка, яка прагнула близькості та, за припущенням, штовхала Біллі на зґвалтування.

## Альтер-особистості
Опис подано за книгою Деніела Кіза «Таємнича історія Біллі Мілліґана».
Альтер-особистості в Біллі Мілліґана з'явились у віці 3-4 років (безіменний хлопчик, з яким він бавився, та Крістін, яка піклувалась про його молодшу сестру). Кількість особистостей зросла у віці 8-9 років, коли маленького Біллі неодноразово ґвалтував та бив вітчим. Базовими вважались 10 особистостей (опис подано станом на 1977—1978 роки, період лікування).
Базові
- Вільям Стенлі Мілліґан (Біллі), 26 років. «Першоджерело» або «ядро»; особистість, яку іменують «множинний Біллі» або «Біллі-М». Покинув школу. Зріст 183 см, вага 86 кг. Очі голубі, волосся каштанове. Схильний до суїциду через усвідомлення, що він здійснив щось погане, чого насправді робити не мав наміру.
- Артур, 22 роки. Англієць. Розважливий, витончений, врівноважений, говорить з британським акцентом. Самостійно вивчив фізику та хімію, вивчає медичну літературу, має ухил до гематології. Вільно читає та пише арабською. Твердий консерватор, вважає себе капіталістом, відкрито висловлює атеїстичні погляди. Перший, хто за допомоги логіки та дедукції відкрив існування всіх інших особистостей. У безпечних ситуаціях домінує, вирішуючи, кому з «сім'ї» з'являтися в кожному випадку та володіти свідомістю Мілліґана. Носить окуляри.
- Рейджен Вадасковініч, 23 роки. Югослав, розмовляє англійською з помітним слов'янським акцентом. Охоронець ненависті. Ім'я складається з двох англійських слів: Ragen = rage + again — знову лють. Читає, пише та розмовляє сербсько-хорватською мовою. Володіє зброєю, спеціаліст з карате, володіє винятковою силою, яку стримує завдяки його здатності контролювати в собі потік адреналіну. Комуніст, атеїст. Вважає своїм покликанням захист «сім'ї» та всіх жінок та дітей. Оволодіває свідомістю в небезпечних ситуаціях. Спілкувався зі злочинцями та наркоманами, для нього є характерною кримінальна, подекуди садистсько-жорстока поведінка. Вага 95 кг. Дуже великі, сильні руки, довге чорне волосся, висячі вуса. Малює чорно-білі малюнки, оскільки страждає на дальтонізм. Вживає психотропні речовини, зловживає алкоголем.
- Аллен, 18 років. Шахрай. Будучи маніпулятором, він є тою особистістю, яка найчастіше має справу зі сторонніми людьми. Агностик, його кредо: «Бери все краще від життя». Грає на барабані, малює портрети, єдиний з усіх особистостей палить цигарки. Перебуває в гарних стосунках з матір'ю Біллі. Зріст такий самий, як і в Біллі, вага — 75 кг. Волосся носить на пробір праворуч. Єдиний з усіх — правша.
- Томмі, 16 років. «Охоронець порятунку», майстер зі втеч. Його часто плутають з Алленом. Зазвичай є агресивним та неконтактним. Грає на саксофоні, малює пейзажі. Спеціаліст з електроніки, самостійно розібрався в принципах роботи електричних та механічних приладів, замків. Навчився керувати м'язами та суглобами, звільнятися від наручників та гамівних сорочок. Має світло-русяве волосся, очі кольору темного бурштину.
- Денні, 14 років. «Той, хто боїться». Боїться людей, особливо чоловіків. Одного разу вітчим Біллі змусив його викопати собі могилу та поховав заживо, лишивши лише отвір для дихання. Відтоді він боїться землі й малює лише натюрморти. Має світле волосся по плечі, блакитні очі, невисокий, худорлявий.
- Девід, 8 років. «Охоронець болю». Бере на себе біль та страждання всіх інших особистостей. Дуже чутливий, але розсіяний. Переважну частину часу є збентеженим. Має темне рудувато-русяве волосся, блакитні очі, невеликого зросту.
- Крістін, 3 роки. «Дитина для кута». Саме вона в школі та вдома ставала в кут. Розумна маленька англійка, вміє читати та писати друкованими літерами (її освітою займається Артур), але страждає через вади мови. Любить малювати та розфарбовувати малюнки з квітами та метеликами. Має світле волосся по плечі, блакитні очі. Вона є однією з перших проявлених особистостей Біллі та є першою, хто дізнався про існування ще когось. Є улюбленицею «сім'ї».
- Крістофер, 13 років. Брат Крістін. Розмовляє з британським акцентом. Слухняний, але непосидючий. Грає на губній гармоніці. Має світло-коричневе волосся, як й у Крістін, але з коротшим чубчиком.
- Адалана, 19 років. Лесбійка. Сором'язлива та самозаглиблена, пише поезії, готує їжу та займається господарством за всіх інших. Має пряме чорне волосся, карі очі. Внаслідок ністагму її очі некеровано можуть рухатися зі сторони в сторону. Володіє здатністю самовільно зайняти тіло за бажанням; про її існування інші особистості тривалий час лише здогадувались, але ніколи її не бачили. Ніжна в стосунках з жінками. Саме вона займалась зґвалтуваннями жінок, хоча стверджує, що все відбувалось за згодою. Після того, як Артур дізнався про її діяння, Адалану було визнано небажаною.

13 інших особистостей було оголошено Артуром та Рейдженом небажаними за ті чи інші проступки (асоціальна поведінка, порушення правил абощо).
Небажані
- Філіп (Філ), 20 років. Головоріз. Мешканець Нью-Йорка, має сильний бруклінський акцент, розмовляє жаргоном. Здійснив декілька дрібних злочинів (торгівля наркотиками, збройні пограбування гомосексуальних пар). Має курчаве каштанове волосся, карі очі, гачкуватий ніс.
- Кевін, 20 років. Приятель Філа. Планувальник. Дрібний злочинець, планував пограбування аптеки (після чого пограбував своїх спільників). Любить писати. Блондин з зеленими очима. Пізніше Артур «реабілітував» Кевіна за участь у повстанні проти санітарів, які знущалися з пацієнтів, у лікарні суворого режиму в Лімі.
- Волтер, 22 роки. Австралієць. Вважає себе мисливцем на дичину. Має відмінне чуття, часто використовується як навідник. Вміє подавляти емоції. Ексцентричний. Носить вуса. До небажаних віднесений за «варварство» — вбивство в лісі ворони.
- Ейпріл, 19 років. Стерво. Має бостонський акцент. Планує помсту вітчиму Біллі. Інші особистості вважають її за божевільну. Вміє шити, допомагає в господарстві. Має чорне волосся, карі очі, струнка. Небажаною була визнана після того, як підмовила Рейджена вбити Чалмера. Артур переконав Рейджена не робити цього.
- Семюель, 18 років. «Вічний жид». Ортодоксальний єврей, єдиний з особистостей, хто вірить у Бога. Скульптор, різчик по дереву. Має чорне хвилясте волосся, бороду, карі очі. Визнаний небажаним за те, що продав картину Аллена.
- Марк, 16 років. «Робоча конячка». Безініціативний. Робить що-небудь лише з примусу, за наказом. Віддає перевагу монотонній роботі. Якщо не зайнятий роботою, то просто сидить і дивиться в стіну. Іноді інші особистості називають його «зомбі».
- Стів, 21 рік. Обманщик. Сміється з людей, пародіюючи їх. Самозакоханий, еґоцентричний. Єдиний, хто не згоден з діагнозом множинної особистості. Його насмішки часто призводять до неприємностей. Викликався після вигнання Лі для того, щоб смішити людей. Спілкується на кокні. Вигнаний після того, як через його насмішки з тюремного керівництва Біллі було поміщено в ізолятор.
- Лі, 20 років. Комік, клоун. Його жарти дратують інших, змушуючи вступати в бійку, у результаті чого Біллі потрапляє в тюремний карцер (вперше проявився в Ліванській в'язниці, тоді ж і був оголошений небажаним). Життя не цінує, про наслідки своїх вчинків не думає. Пізніше зник зі свідомості взагалі. Має темно-каштанове волосся, карі очі.
- Джейсон, 13 років. «Клапан тиску». Своїми істеричними реакціями та спалахами роздратування, які часто закінчуються покараннями, він ніби «спускає пару». Блокує погані спогади, викликаючи в інших особистостей амнезію. Шатен, має карі очі. Переважно використовувався в дитинстві.
- Роберт (Боббі), 17 років. Фантазер. Постійно мріє про подорожі та пригоди, акторську кар'єру. Мріє зробити світ кращим, але не має амбіцій або будь-яких інтелектуальних амбіцій. Оголосив голодування, в результаті чого був оголошений небажаним, адже в тюремних умовах Біллі необхідний був гарний фізичний стан.
- Шон, 4 роки. Глухий. Не здатний сконцентруватися, його часто вважають розумово відсталим. Видає дзижчання, аби відчути вібрації в голові. Займав свідомість у дитинстві, коли на Біллі кричали. У дорослому житті став непотрібним.
- Мартін, 19 років. Сноб. Мешканець Нью-Йорка, любить хизуватися. Хвалько. Бажає багато мати, але не хоче працювати. Блондин, має сірі очі. Віднесений до небажаних через відсутність потягу до самовдосконалення.
- Тімоті (Тіммі), 15 років. Працював у квітковому магазині, де зустрівся з гомосексуалом, який налякав його своєю увагою. Замкнувся.

Об'єднуючою особистістю був Вчитель, який вперше явно проявився під час проходження Біллі курсу лікування в Афінському центрі психічного здоров'я. Саме він допоміг Кізові розповісти історію Біллі Мілліґана, бо був здатен згадувати ті епізоди, які не були доступними іншим членам «сім'ї». Має 26 років. Навчив інших тому, що вони знають. Блискучий розум, сприйнятливий, володіє тонким почуттям гумору. Він говорить: «Я — Біллі, всі в одному», до інших ставиться як до андроїдів, яких сам створив.
Деякі особистості Біллі Мілліґана були обдарованими художниками та музикантами, при цьому кожен спеціалізувався на окремому напрямкові в живописі, графіці або музичному інструменті. У всіх 24-ох був різний коефіцієнт інтелекту та відмінні одне від одного дані ЕЕГ.

## Коефіцієнти IQ різних особистостей
Коефіцієнти подано за книгою Деніела Кіза «Множинні уми Біллі Мілліґана».
| Ім'я особистості | Мова | Поведінка | Загальний рівень |
| ---------------- | ---- | --------- | ---------------- |
| Аллен            | 105  | 130       | 120              |
| Рейджен          | 114  | 120       | 119              |
| Девід            | 68   | 72        | 69               |
| Денні            | 69   | 75        | 71               |
| Томмі            | 81   | 96        | 87               |
| Крістофер        | 98   | 108       | 102              |

## Діяльність
1991 року, після 10 років інтенсивного лікування в різноманітних медичних закладах штату Огайо, Біллі Мілліґана було визнано «цільним» та звільнено. 1996 року жив у Каліфорнії, мав студію Stormy Life Productions та збирався зняти короткометражний фільм (який, швидше за все, так і не було випущено). Пізніше він оголосив банкрутство, подальше місце проживання та рід занять Вільяма Мілліґана не відомі, його попередні знайомі втратили з ним зв'язок (він навіть не отримав свої гроші, які залишились після розплати за борги при банкрутстві).
За словами його адвоката Брюса Тебіта «на деяких стінах кімнат його будинку — чудові фрески, інші списано математичними формулами. Це за межею людських можливостей — знати все про Біллі Мілліґана».
16 грудня 2014 року телеканал WBNS-10TV сповістив про смерть Мілліґана. Він помер від раку в Колумбусі, Огайо в будинку для людей похилого віку у віці 59 років.

## У масовій культурі
2003 року на екрани вийшов фільм «Ідентифікація», сюжет якого полягає в спробах психіатра довести множинний розлад особистості в серійного вбивці. Лінія фільму досить сильно схожа на опис розладу Мілліґана, але авторами фільму жодних посилань на реальні події не наводиться. У той самий час, стрічка трохи повторює сюжет твору Агати Крісті «Десять негренят».
На сьогоднішній момент тривають зйомки фільму про життя Біллі Мілліґана «The Crowded Room». Сценарій було написано ще 1997 року Тоддом Граффом за участі Денні ДеВіто. Спочатку як режисер мав би виступити Джеймс Камерон. За десять років існування проєкту зацікавлення у виконанні головної ролі висловлювали Джонні Депп, Леонардо ДіКапріо, Бред Пітт, Шон Пенн, Колін Фаррелл та інші, деяких з них Мілліґан консультував особисто. 2008 року було оголошено дату виходу фільму — 2011 рік. У березні 2015 року стало відомо, що Біллі зіграє Леонардо Ді Капріо. Цією роллю він цікавився 20 років.
Існує серія «Біллі Мілліґан» у передачі «Френкі-шоу».
Ідея та деякі факти фільму «Спліт» режисера Найта Ш'ямалана взяті з життя Біллі Мілліґана.
В 2021 році на каналі Netflix вийшов чотирисерійний мінісеріал «Монстри всередині: 24 обличчя Біллі Мілліґана», режисером якого виступив Олів'є Меґатон.
В червні 2023 року на Apple TV+ вийшов серіал «Переповнена кімната» з Томом Голландом в головній ролі.